# 에어 기아나 익스프레스
에어 기아나 익스프레스(영어: Air Guyane Express)는 프랑스령 기아나에 본사를 두고 있는 항공사로 허브 공항은 카옌 펠릭스 에보우에 공항이 있다.

## 운항 노선
- 2010년 8월 기준으로 에어 기아나 익스프레스는 다음과 같이 운항하고 있다.

## 보유 기종
- 2019년 4월 기준으로 에어 기아나 익스프레스는 다음과 같이 보유하고 있다.

### 퇴역 기종
- ATR 42-300 1대(에어 안틸레스 익스프레스에 매각)
- ATR 42-500 3대(2대는 에어 안틸레스 익스프레스에 매각)
- 브리턴-노먼 BN2A 아일랜더 1대
- 드 하빌랜드 캐나다 DHC-6 트윈오터 시리즈 300 3대
- 레임스-세스나 F406 카라반 II 1대